# Marian Sorin Paveliu
Marian Sorin Paveliu (n. 8 septembrie 1960, București) este un politician român, fost membru al Parlamentului României în legislatura 2004-2008. Marian Sorin Paveliu a fost ales pe listele PNL, a devenit deputat independent în perioada decembrie 2006 - februarie 2008 iar din februarie 2008 a devenit membru PDL. În cadrul activității sale parlamentare, Marian Sorin Paveliu a fost membru în grupurile parlamentare de prietenie cu Republica Tunisiană, Republica Slovacă și Regatul Unit al Marii Britanii și Irlandei de Nord.  